# Anaplectoides prasina
Anaplectoides prasina là một loài bướm đêm thuộc họ Noctuidae. Loài này có ở miền Cổ bắc và miền Tân bắc.

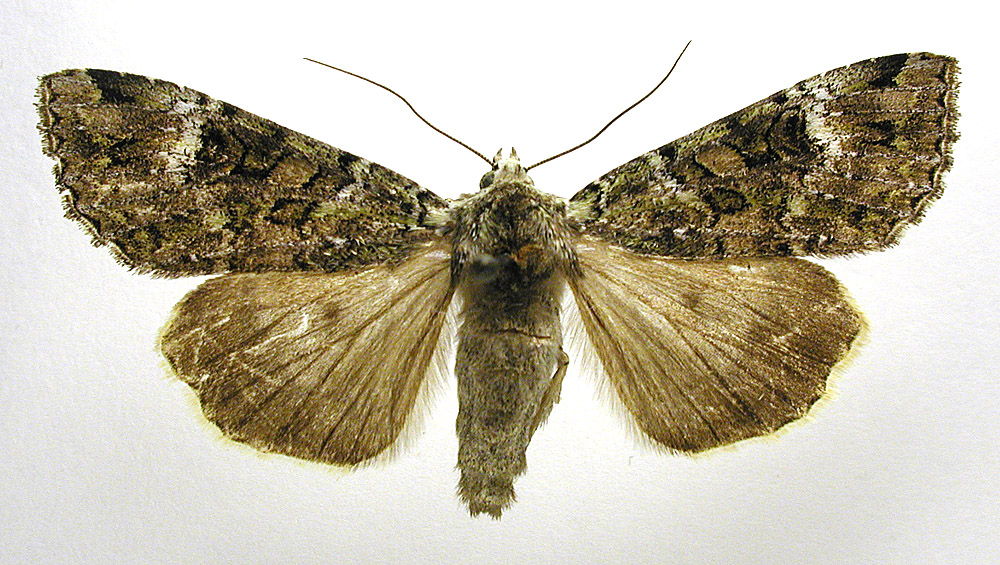
Mounted

Sải cánh dài 40–50 mm. Con trưởng thành bay từ tháng 5 đến tháng 8 tùy theo địa điểm.
Ấu trùng ăn herbaceous plants, shrubs và deciduous trees.

## Hình ảnh

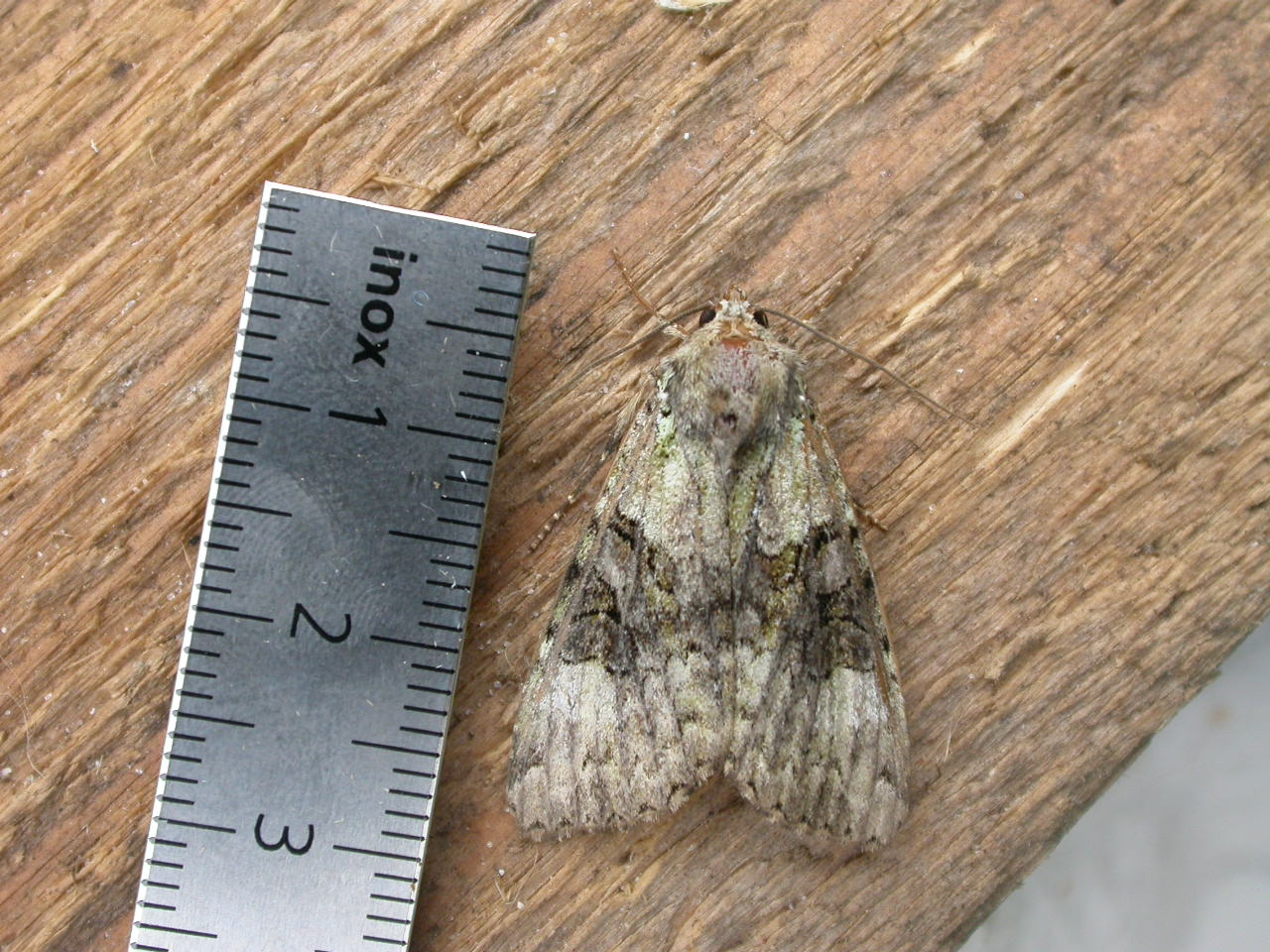
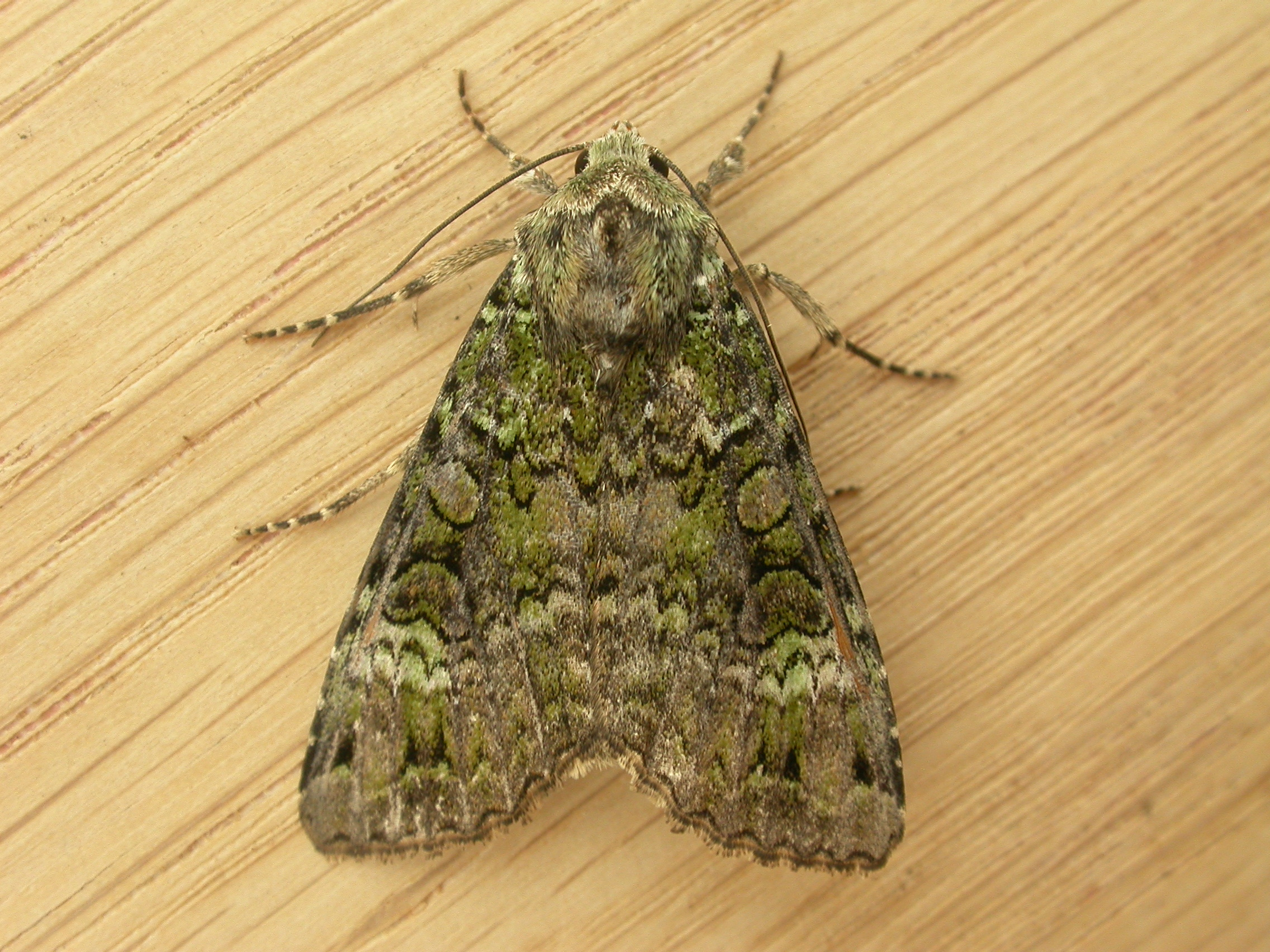
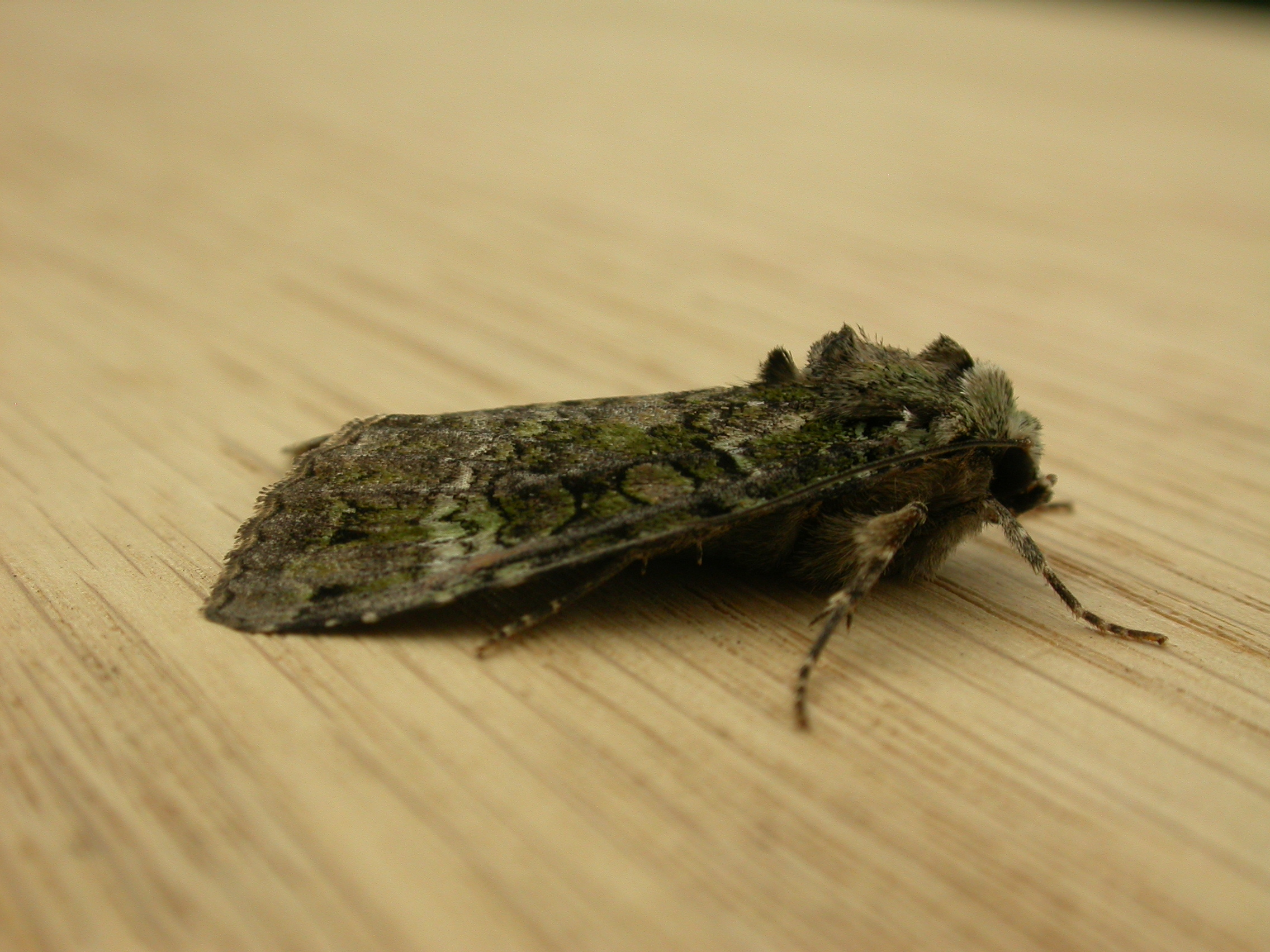
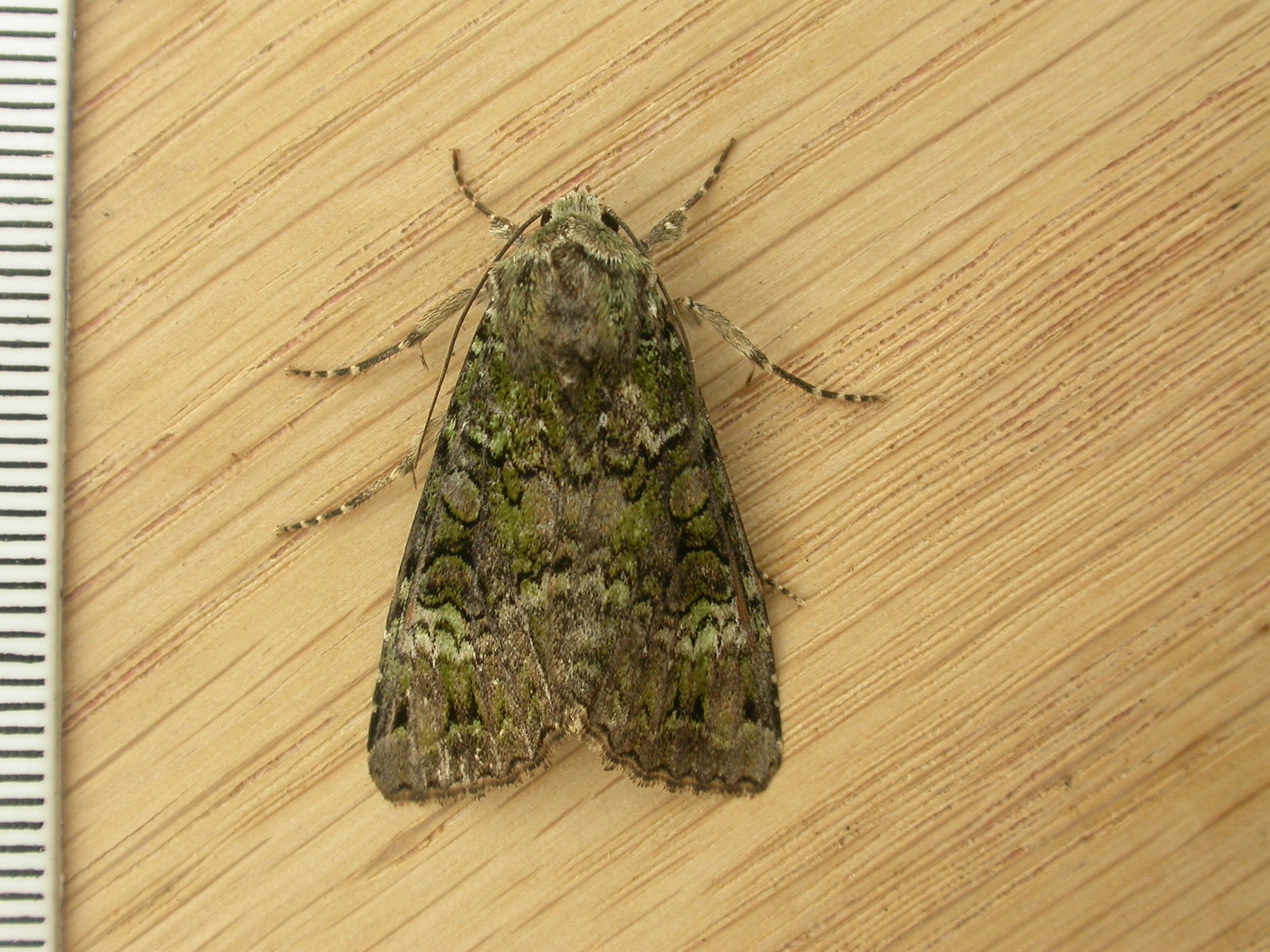